# Neil Brown Jr.
Cornelius C. Brown Jr.  (nacido el 19 de junio de 1980), más conocido como Neil Brown Jr. , es un actor estadounidense. Su papel más reconocible puede ser en la serie de televisión The Walking Dead como Guillermo, líder de Vatos y como Felix en el breve South Beach en la antigua UPN. También interpretó a DJ Yella en la película biográfica de 2015,  Straight Outta Compton .  En 2017, Brown fue elegido como Ray Perry en el programa de CBS SEAL Team.

## Primeros años
Brown nació en Orlando, Florida, a Cornelius Brown, un infante de marina de los EE. UU., y Carrie Brown, una aseguradora de seguros.

## Carrera
Brown apareció en la serie de televisión de artes marciales WMAC Masters. Él interpreta al marine de boca inteligente, Lcpl. Richard "Motown" Guerrero, en la película de acción Battle: Los Angeles. La película lo reunió con Fast & Furious compañero de reparto con Michelle Rodriguez donde interpretó a Drug Runner y al corredor Malik Zon.

## Filmografía

### Películas
| Año  | Titulo                    | Rol                             |
| ---- | ------------------------- | ------------------------------- |
| 2000 | Tigerland                 | Pvt. Jamoa Kearns               |
| 2003 | Out of Time               | Morgue Attendant James          |
| 2004 | Mr. 3000                  | Rick The Clubhouse Assistant    |
| 2006 | This That Hang from Trees | Victor                          |
| 2007 | Fear Itself               | Marshall Love                   |
| 2008 | Never Back Down           | Aaron                           |
| 2009 | Fast & Furious            | Malik Herzon                    |
| 2009 | Just Another Day          | Ronny                           |
| 2009 | Scare Zone                | Spider                          |
| 2011 | Battle: Los Angeles       | LCpl. Richard "Motown" Guerrero |
| 2012 | Kidnapped Souls           | Quenton                         |
| 2015 | Straight Outta Compton    | DJ Yella                        |
| 2016 | Sand Castle               | Enzo                            |
| 2017 | Pope                      | Dejuan                          |
| 2017 | Naked                     | Oficial McBride                 |
| 2019 | City of Lies              | Rafael Pérez                    |
| 2019 | Bayou Tales               | Beauchamp                       |

### Televisión
| Año           | Título                                  | Rol                              | Apariciones                            |
| ------------- | --------------------------------------- | -------------------------------- | -------------------------------------- |
| 1995          | WMAC Masters                            | Jake                             | "Going For Gold"                       |
| 1996          | Second Noah                             | Box Boy                          | "God's Last Laugh"                     |
| 1999          | ER                                      | Hubert Knoles                    | "Middle of Nowhere"                    |
| 2000          | Noah Knows Best                         | Retro                            | "Noah Knows Politics"                  |
| 2001          | America's Most Wanted                   | Cantalino Morales aka Little Boy | "America Fights Back-Little Boy"       |
| 2001          | Sheena                                  | Nakele                           | "Children of the Lamistas"             |
| 2001          | Sheena                                  | Taya                             | "Unsafe Passage"                       |
| 2002          | MDs                                     | P.A.K.                           | "Family Secrets"                       |
| 2002          | Resurrection Blvd.                      | Boxeador Adolescente             | "En Un Momento"                        |
| 2006          | Surface                                 | Keith                            | "1.11"                                 |
| 2006          | South Beach                             | Felix Rodriguez                  | 4 episodios                            |
| 2008          | Army Wives                              | Bombero Sam Turner               | "Thicker than Water"                   |
| 2009          | Fear Clinic                             | Jarell                           | "Claustophobia"                        |
| 2010          | The Walking Dead                        | Guillermo                        | Primera temporada, Episodio 4: "Vatos" |
| 2011          | Harry's Law                             | Tank                             | "A Day in the Life"                    |
| 2011          | Suits                                   | Clifford Danner                  | 2 episodios                            |
| 2012          | Castle                                  | Eddie Gordon                     | "A Dance With Death"                   |
| 2012          | Borderline Coyotes                      | Paco                             | 2 Episodios                            |
| 2012          | Heroic Daze                             | Oliver                           | 2 Episodios                            |
| 2012          | Weeds                                   | Para-médico Mike Garcia          | "Messy"                                |
| 2013          | NCIS                                    | Martin Archer                    | "Double Blind"                         |
| 2014          | NCIS: Los Angeles                       | Tommy Walker                     | "Between the Lines"                    |
| 2016          | Dirk Gently's Holistic Detective Agency | Detective Joel Estévez           | Rol recurrente                         |
| 2016–presente | Insecure                                | Chad                             | Rol recurrente                         |
| 2017–2024     | SEAL Team                               | Ray                              | Personaje Principal                    |